# Partenit
Partenit (en ucraïnès: Партеніт, rus: Партенит) és un assentament de tipus urbà (un possiólok) de la República Autònoma de Crimea a Ucraïna, que el 2014 tenia 6.193 habitants. Pertany al districte rural d'Aluixta.